# Kharānaq
Kharānaq (persiska: خُورانِق, خَرانِق, خَرانُق, خرانق, Khurūnaq, Khowrāneq, Kharānoq, Kharāneq) är en ort i Iran.   Den ligger i provinsen Yazd, i den centrala delen av landet, 500 km sydost om huvudstaden Teheran. Kharānaq ligger 1 775 meter över havet och är ett populärt turistmål. Antalet invånare var 433 2006.

## Turistmålet
Vid Kharānaq finns ruiner av en övergiven ökenby som påstås vara mer än ettusen år gammal. Lämningarna får besök av stora mängder turister varje år.

## Geografi
Terrängen runt Kharānaq är varierad, och sluttar österut. Runt Kharānaq är det mycket glesbefolkat, med 3 invånare per kvadratkilometer. Kharānaq är det största samhället i området, som är ett landsbygdsdistrikt som heter Rabatat. Trakten runt Kharānaq är ofruktbar med lite eller ingen växtlighet.

## Klimat
Ett kallt stäppklimat råder i trakten. Årsmedeltemperaturen i trakten är 22 °C. Den varmaste månaden är juli, då medeltemperaturen är 34 °C, och den kallaste är januari, med 7 °C. Genomsnittlig årsnederbörd är 157 millimeter. Den regnigaste månaden är november, med i genomsnitt 40 mm nederbörd. Den torraste är juli, med endast 1 mm nederbörd.